# جغرافيا الهند
| \| \|                           | |
| القارة                          | جنوب آسيا |
| المنطقة                         | شبه قارة الهند |
| إحداثيات جغرافية                | 21°N 78°E |
| المساحة                         | 3,287,263 كم² (7) |
| الشريط الساحلي                  | 7517 كيلومترًا (4671 ميل) |
| الحدود الأرضية                  | |
| الدول المجاورة وطول الحدود معها | الحدود الأرضية: 15,106.70 كـم (9,386.87 ميل) بنغلاديش: 4,096.70 كـم (2,545.57 ميل) الصين: 3,488 كـم (2,167 ميل) باكستان: 3,323 كـم (2,065 ميل) نيبال: 1,751 كـم (1,088 ميل) ميانمار: 1,643 كـم (1,021 ميل) بوتان: 699 كـم (434 ميل) |
| أعلى نقطة                       | |
| أدنى نقطة                       | |
| فرق التوقيت                     | |
|                                 | |

جغرافيا الهند تقع الهند في جنوب آسيا. تقع البلاد إلى الشمال من خط الاستواء بين 8° 4 'و37 ° 6' شمالاً و68 درجة 7 'و97 ° 25' شرق خط الطول. وتحتل الهند المركز السابع عالميَاً من ناحية المساحة الكلية والتي تبلغ 3,287,263 كيلومتر مربع (1,269,219 ميل مربع). تبلغ حدود الهند من الشمال إلى الجنوب 3,214 كم (1,997 ميل) و2,993 كم (1,860 ميل) من الشرق إلى الغرب. أما حدودها الأرضية فتبلغ 15,106 كم ويبلغ طول سواحلها 7,517 كيلومترًا (4,671 ميل).

## المرتفعات الشمالية العظمى
تتفرع هذه السلاسل الجبلية الشمالية من عقدة بامير المعقدة التركيب الجيولوجي والعظيمة الارتفاع (6500-7500 متر) والشديدة التضرس، ومن هذه السلاسل مايتجه شرقا ومنها مايتجه غربا، وتعتبر سلاسل جبال هيمالايا من أهم المرتفعات التي تمتد شرقا على شكل قوس عظيم الارتفاع والأمتداد بطول يزيد عن 3200 كم. ويتدرج ارتفاع هذه الجبال نحو الشرق حيث تظهر أعلى قمة جبلية في العالم في شرق النيبال وهي قمة جبل إفرست التي يبلغ ارتفاعها نحو 8848 متر فوق سطح البحر، بالأضافة إلى قمة كنتشنجونجا (البالغ ارتفاعها 8598) بالإضافة إلى قمم أخرى يزيد ارتفاع كل منها عن 800 متر (قمة جبل آنا بورنا 8078 متر، وجبل دهاولاجير 8172 متر)، وتتميز جبال هيمالايا في جزئها الأوسط بشدة تضرسها. وينتهي امتداد سلاسل هيمالايا عند الممر الفاصل بينها وبين مرتفعات أراكان يوما إلى الشرق من مملكة بوتان، حيث يمر بهذا الممر نهر براهمابوترا. وإلى الشرق من نهر براهما بوترا تمتد سلسلة جبال آراكان يوما باتجاه الجنوب حتى رأس نيجريس ومستمرة بعد ذلك في جزر أندمان ونيكوبار.
ويجاور سلاسل هميالايا الغربية من الشمال سلسلة جبال قراقرم التي يصل أقصى ارتفاع لها في جزئها الغربي (قمة جبل كي 2 8611 متر) مع وسطي ارتفاع عام لها بين 6000-8000 متر، وإلى الشمال من هيمالايا توجد هضبة التبت أعلى هضاب العالم حيث يحاذيها من الشمال جبال كونلون.
وتتفرع من عقدة بامير باتجاه الغرب سلاسل جبال جبل سليمان في الجنوب وسلاسل جبال هندوكوش في الشمال، وتحصران بينمها الهضبة الإيرانية، حيث تفصل جبال سليمان بينها وبين أراضي الهندوباكستان. وعلى الرغم من شدة تضرس سلاسل جبال سليمان الا أنها تحتوي على الكثير من الممرات الجبلية، كممر بولان بين مرتفعات بوجني وكيرثار، وممر خيبر، وممر جومال في منطقة بيشاور. ولقد كان للممرات الجبلية الدور الأكبر (خاصة ممر خيبر) في وفود معظم الجماعات البشرية التي شكلت التركيب الجنسي العام لشبه قارة الهند.

## السهول الشمالية (سهول الغانج والسند)
تنحصر هذه السهول بين السلاسل الجبلية الشمالية في الشمال وبين هضبة الدكن في الجنوب، ممتدة على شكل قوس كبير من البحر العربي حتى خليج البنغال لمسافة تزيد عن 3500 كم، واتساع يتراوح بين 225-359 كم، وتتألف من سهول حوض الغانج وبراهما بوترا في الشرق، وسهول حوض السند في الغرب.
وأهم ما يميز الطبوغرافيا هذه السهول سطحها (درجة انحدارها لا يزيد عن 2°) وندرة وجود التلال المنعزلة، وانخفاض منسوب ارتفاعها حيث لا يزيد ارتفاع السهول الفيضية لنهر الغانج وعلى بعد 1500 كم من مصبه عن 169 م فوق سطح البحر، كما أن السهول الفيضية عظيمة الاتساع، إضافة إلى عظم سمك الرواسب التي تتألف منها.
ويشق هذه السهول ثلاث مجموعات من الأودية النهرية
- وادي نهر السند (الأندوس) وروافده الخمسة الهامة
- جالوم
- شيناب
- رافي
- بياس
- نهر ستلج [8]

## وادي الغانج
الذي يصب في خليج البنغال قادما من الغرب، وروافده وأهمها نهر جمنة (تقع مدينة دلهي على نهر جمنة) ونهر جوجرا. وادي نهر براهما بوترا الذي يوجد جزءاً منه في أراضي بنغلاديش.

## النبات الطبيعي

### الغابات الدائمة الخضرة
تنتشر الغابات الدائمة الخضرة العريضة الأوراق في السهول الغربية من الهند وعلى السفوح المطيرة من جبال الغات، وفي السهول أوديشا، والتلال والسهول في أسام. بصورة عامة تتواجد هذه الغايات في المناطق التي تتلقى أكثر من 200 سم من المطر سنويا، وأخشاب أشجار هذه الغابات من النوع الصلب ولذلك فإن فائدتها الاقتصادية محدودة. ولقد عمل الإنسان على إزالة الجزء الأكبر من هذه الغابات من السهول واستبدلها بزراعة الأرز

### الغابات الموسمية
ونرى هذه الغابات حيثما تكون كمية المطر السنوية بين 100-200 سم، ولذا فإنها تتركز في الأجزاء الشمالية الشرقية من الهند. وفي الجزء الشرقي وعلى جانب هضبة الدكن الغربي وعلى السفوح الجنوبية لهيميالايا. ونتيجة لوجود فص جاف فإن أشجار هذه الغابات تنفض أوراقها في هذه الفصل، وأشجار هذه الغابة ذات قيمة اقتصادية أكثر من النوع الأول وذلك لتنوع أشجارها، ويتعبر شجر التيك الذي ينمو في الجزء الغربي من هضبة الدكن وشجر السال الذي ينتشر على السفوح الجنوبية أهم أشجار الغابة.

### الغابات الشوكية
حيثما تقل كمية المطر عن 100 سم سنويا ويظهر فصل الجفاف بوضوح فأنه من المتعذر قيام غابة بل تظهر بعض الأشجار الشوكية التي تختلط بغطاء من الحشائش، وهذا ما نراه في الأجزاء الشمالية الغربية من الهند وفي أواسط الهضبة 

### الغابات الصحراوية وشبه الصحراوية
كلما ازداد الجفاف قلّت الشجيرات الشوكية وبدلا من ذلك تنمو نباتات ذات جذور عميقة وأوراق إبرية. أراضي الحشائش. لا يوجد أرض حشائش حقيقية في الهند ولكن معظم الحشائش التي تنمو نجدها في المناطق ذات الأمطار بين 100-200 سم أي في الغابات الموسمية، حيث تنتشر الفسحات الغابية.

### الغابات الجبلية
تنتشر أيضا الأشجار الغابية على التلال والجبال في الهند الجنوبية فوق ارتفاع 1500 م وعلى جبال هيمالايا فوق ارتفاع 1000 م. بعض أشجار هذه الغابات تكون دائمة الخضرة وعريضة الأوراق كما في أشجار الصنوبر، والبعض الآخر يكون نفضي، وأكثر أشجار الغابات أهمية هي أشجار غابات الهيمالايا.

### النباتات الألبية
في الأجزاء المرتفعة من الجبال حيث المناخ البارد الذي يعوق نمو الأشجار، فإن الأعشاب القصيرة مع بعض الشجيرات (رودوديندرون) هي السائدة، وتشاهد هذه النباتات في الأجزاء الجبلية من الهند الشمالية فوق ارتفاع 5000 م حيث يوجد الثلج باستمرار.

### غابات المانغروف
وهي من نوع الأشجار الدائمة الخضرة التي تنمو على سواحل المنطقة المدارية وفي الأراضي المستنقعية حيث تكون التربة مالحة. ولأشجار هذه الغابات بعض الأهمية الاقتصادية، إذ يستفاد من قشور جذوعها في صناعة بعض الأدوية. وتنتشر هذه الغابات على طول الساحل عندما تكون التربة طينية والأرض منخفضة ومغرقة، ونجد غابات المانغروف (أيكة ساحلية) في دلتا الغانج وتعرف هناك باسم سونداربانس.